# Tim Kreuer
Tim Kreuer (* 11. Mai 1982) ist ein deutscher Synchronsprecher, Hörbuchsprecher, Hörspielsprecher sowie Schauspieler.

## Leben
Kreuer wuchs auf Norderney auf und machte in Norden sein Abitur. In dieser Zeit sammelte er bereits Bühnenerfahrung als Schlagzeuger und in vielen Musicalhauptrollen. Dann zog Tim nach Hamburg, wo er Musical studierte. Es folgten erste Engagements, u. a. als Sindbad und als Mort in Terry Pratchetts „Mort“. Gleichzeitig fing er als Synchronsprecher an und verleiht mittlerweile vielen Charakteren (Michelangelo der Turtles, Mike der Ritter, Lenny der Laster, Fanboy) und Schauspielern (Logan Lerman, Evan Bird, Jamie Bell) seine Stimme.
Trotzdem blieb Kreuer der Bühne treu, wie zum Beispiel als Schlagzeuger, Motivator und Schauspieler im Scharlatan Theater und seit 2013 am Theater Lichtermeer als Peter Pan und Baghira.
2020 übernahm er als Sam die Hauptrolle in Altes Blut, der ersten Staffel der Hörspiel-Podcast-Reihe Dark Audio Moments von der Axel Springer Audio GmbH.

## Synchronrollen (Auswahl)

### Serien
- 2001: Landon Liboiron (als Declan Coyne) in  Degrassi: The Next Generation
- 2004: Greg Cipes (als Verkäufer) in Dr. House
- 2004: Dustin Seavey (als Rodent) in Dr. House
- 2004: Daisuke Kishio (als Kyousuke Imadori) in School Rumble
- 2004: Jake Thomas (als Ryan) in Dr. House
- 2004: Kappei Yamaguchi (als Oihiko) in DearS
- 2005: Für Alec Medlock (als Kex) in Dinotopia
- 2005: Stephen Wight (als Charles) in Fingersmith
- 2005: als Ed in Get Ed
- 2005: Kouki Miyata (als Arthur Jones) in Emma – Eine viktorianische Liebe
- 2006: Takayuki Yamaguchi (als Chitta) in D.Gray-Man
- 2006: als Fantasio in Spirou und Fantasio
- 2006–2009: Yōichi Masukawa (als Rock Lee) in Naruto
- 2007: Adam Arnold (als Dodger) in Oliver Twist
- 2007: Für Logan Lerman (als Kid) in Meet Bill
- 2007: Für Gabe Nevins (als Alex) in Paranoid Park
- 2008: Russell Tovey (als John Chivery) in Little Dorrit
- 2008: als Spike in Packeis-TV
- 2008: Melissa Disney (als Nathan) in Die Garfield Show
- 2008: Grey Griffin (als Nathan) in Die Garfield Show
- 2008: Jordan Prosser (als Johann) in Elephant Princess – Zurück nach Manjipoor
- 2008–2010: The Marvelous Misadventures of Flapjack als Flapjack
- 2009: David Hornsby (als Fanboy) in Fanboy & Chum Chum
- 2009: Milo Cawthorne (als Ziggy Grover/Grüner Ranger) in Power Rangers RPM
- 2009–2017: Yōichi Masukawa (als Rock Lee) in Naruto Shippuden
- 2010: Aaron Conley (als Sherwood Forrest) in Angelo!
- 2010: Rarmian Newton (als Michael Slade) in Dance Academy – Tanz deinen Traum!
- 2011: Joe Cole (als Alan Stewart) in Injustice – Unrecht!
- 2011: Momoko Ohara (als Riki Ryugasaki) in Cross Fight B-Daman
- 2011: als Jay Shmufton in Rekkit Riesenhase
- 2011: als Bobby Joe in Crash Canyon
- 2012: als Mike in Mike der Ritter
- 2012: Greg Cipes (als Michelangelo) in Teenage Mutant Ninja Turtles
- 2012: Reece Milne (als Liam) in Alien Surfgirls
- 2012: Fredrik Silbersky (als Kevin) in Real Humans – Echte Menschen
- 2012: als Peter 'Petey' Falcone in Fugget About It
- 2013: Owen Mason (als Ryder) in PAW Patrol
- 2013: Bryan Dick (als Prinz Turveydrop) in Bleak House (2005) [Synchro (2013)]
- 2013: Ken’ichirō Ōhashi (als Akihito Kanbara) in Beyond the Boundary – Kyoukai no Kanata
- 2013: Owen Mason (als Ryder) in PAW Patrol
- 2014: Eric Bauza (als Buhdeuce) in Die Brot-Piloten – Zwei Erpel liefern aus
- 2014: Natsuki Hanae (als Hashimoto) in Noragami
- 2014: Atticus Dean Mitchell (als Mickey Hess) in Fargo
- 2014: Ayumu Murase (als Shinkurou Kichijouji) in The Irregular at Magic High School
- 2014: Jordan Stephens (als Rob Kendle) in Glue
- 2015: Joshua Rush (als Toby) in Der gestiefelte Kater
- 2016–2022: (als Ant) in Die Nektons – Abenteurer der Tiefe
- 2016: (als Karl) in Mako – Einfach Meerjungfrau
- 2017–2023: Boruto: Naruto Next Generations (als Rock Lee)
- 2018–2023: Curran Walters (als Jason Todd / Robin / Red Hood) in Titans
- 2018: (als Pinky Malinky) in Pinky Malinky
- 2019: Mauricio Garza (als Nicolás Ramos) in Betty in New York
- 2020: Dôri Sakurada (als Niragi) in Alice in Borderland
- 2021: (als Orko) in Masters of the Universe – Revelation
- 2021:  Daiki Yamashita (als Hiroshi 'Hiro' Yuuki) in Full Dive
- seit 2022: Kyle Soller (als Syril Karn) in Andor
- 2023: Das Rätsel der Runen

### Filme
- 1995: Für Martin Glyn Murray (als Doggett) in Die Scharfschützen – 14. Waterloo
- 2004: Für Jamie Bell (als Chris Munn) in Undertow – Im Sog der Rache
- 2005: Für Alec Medlock (als Kex) in Dinotopia
- 2008: Für Paul Dano (als Brian Weathersby) in Gigantisch
- 2009: Für Charles Henri Anagonou (als Soliman) in Fred Vargas: Bei Einbruch der Nacht
- 2009: Für Rolf Kristian Larsen (als Jarle Klepp) in Der Mann, der Yngve liebte
- 2009: Für Worm Miller (als Brady) in College Vampires
- 2010: Für Kent Jude Bernard (als Vance) in Skateland – Zeiten ändern sich
- 2010: Für Reeve Carney (als Prinz Ferdinand) in The Tempest – Der Sturm
- 2010: Für Trond Nilssen (als Olav / C-1) in Der König von Bastøy
- 2010: Für Dan McCabe (als Jugendlicher auf Flohmarkt #1) in The Cake Eaters [Synchro (2010)]
- 2011: Für Eric Lehning (als Patrick Darling) in Küss mich, Zombie! [Synchro (2011)]
- 2011: Für Evan Ross (als Dre) in 96 Minuten
- 2011: Für Aaron Tveit (als Henry) in Hangover in L.A.
- 2012: Für Javier Bodalo (als Pinfloy) in Ghost Club – Geister auf der Schule
- 2012: Für Benjamin Jungers (als Chérubin) in Der Börsenhai
- 2012: Für Max Schneider (als Charlie Prince) in Rags
- 2012: Als Wolle in Der kleine Rabe Socke
- 2012: Für Landon Liboiron (als Will Kidman) in Blue Moon – Als Werwolf geboren [2. Synchro (TV 2012)]
- 2012: Für Michael Wartella (als Gibbz) in Blood Night – Die Legende von Mary Hatchet [Synchro (2012)]
- 2012: Für Erik MacArthur (als Owen Peedmen) in American Breakdown – Lebe und Lerne [Synchro (2012)]
- 2013: Für Tokala Clifford (als Roter Hirsch) in Dreamkeeper [Synchro (2013)]
- 2013: Für Zac Goodspeed (als Charles) in Hexenjagd – Die Hänsel und Gretel-Story
- 2013: Für Masam Holden (als Ricky) in The Spectacular Now
- 2014: Für Evan Bird (als Benjie Weiss) in Maps to the Stars
- 2014: Für Nat Wolff (als Rick Stevens) in Behaving Badly
- 2014: Für Youichi Masukawa in Naruto: The Last: Naruto the Movie als Rock Lee
- 2015: Für Lorenzo Lefèbvre (als Gabriel) in Bang Gang – Die Geschichte einer Jugend ohne Tabus
- 2016: Für Dimi Hart (als Jason) in Nacktbaden – Manche bräunen, andere brennen

### Spiele
- 2014: Elsword als Add
- 2018 World of Warcraft: Deutsche Stimme der Männlichen Vulpera

## Hörspiele (Auswahl)
- seit 2008: Dorian Hunter als Philip Hayward
- 2009–2018: Folge 1–57 Die drei !!!  (als Michi Millbrand)
- seit 2010: ab Folge 14 Die drei ??? Kids (als Skinny Norris)
- seit 2016: Die Punkies als Lukas (Schlagzeuger)
- 2020: Das Grab der Maya Die drei ??? (als Skinny Norris)

## Hörbücher (Auswahl)
- 2021: Pete Johnson: Wie man 13 wird und die Welt rettet, Hörbuch Hamburg, ISBN 978-3-7456-0223-4
- 2021: Pete Johnson: Wie man 13 wird und zum Superhelden mutiert, Hörbuch Hamburg, ISBN 978-3-7456-0224-1
- 2022: Lisa Engels: NELSON SCHRECK - GRUSELKUNDE FÜR ANFÄNGER, Lübbe Audio, ISBN 978-3-7540-0303-9 (Hörbuch-Download)
- 2023: Viktoria Etzel: Der Ruf des Drachen, Oetinger Media & BookBeat, ISBN 978-3-8373-9467-2 (Hörbuch-Download)
- 2024: Viktoria Etzel: Auf den Spuren der Bestie, Oetinger Media & BookBeat, ISBN 978-3-8373-9499-3 (Hörbuch-Download)